# 阪本光希
阪本 光希（さかもと みつき、2005年5月6日 - ）は、日本の子役タレントである。ジョビィキッズプロダクション所属 。

## 人物
- 栃木県出身。
- 同じ事務所に所属する、阪本颯希は、双子の弟である。

## 出演

### テレビ番組
- 明日、ママがいない (2014年) - ハン 役
- ガードセンター24 広域警備指令室 (2016年) - 篠宮渉 役[2]
- 花実のない森 (2017年) - 梅木（東山紀之）幼少期 役
- 竜の道 二つの顔の復讐者 (2020年） - 矢端竜一（玉木宏）15歳時 役

### 映画
- 劇場版 SPEC〜結〜（2013年）
- 魔女の宅急便（2014年）

### CM
- 久光製薬「アレグラ」

### スチール
- 技術評論社「あっという間にデジカメ年賀状2014」